# Bastardiopsis densiflora
Bastardiopsis densiflora,   loro blanco,  es una especie botánica de árbol perennifolio de la familia de las Malvaceae

## Descripción
Alcanza 12-20 hasta 25 m de altura y fuste recto cilindríco, DAP (acrónimo de "diámetro a la altura del pecho") de 3 a 6 dm, corteza áspera, poco rugosa, parda-grisácea oscura, y pequeñas rayas longitudinais y fisuras, formando pequeñas escamas desprendibles fácilmente, con lenticelas elipsoides y lineares en columnas. 
Hojas simples, alternas, de base cordiforme, bicolores: verde grisáceas en el haz, y aclareadas en el envés; tormentosas, de 6-15 cm de largo x 7-12 de ancho
Flores pequeñas, amarillas o bronceadas,  en panículas terminales relativamente densas y cerca de 25 cm de largo. Fruto cápsula piramidal, pentagonal, pequeña, irregular, densamente tomentosa, con valvas en los ángulos de largos apéndices aristiformes, 5 semillas, oscuras, pubescentes, globosas, irregularmente comprimida, con dos apéndices con hilos de 5 a 10 mm.
Tiene floración de junio a enero, y  fructifica de octubre a febrero; sus frutos semejan arañas.  

## Ecología
Se encuentra en abundancia a lo largo de las carreteras, en aberturas y en orillas de los bosques de la Región Oriental Paraguaya; y rara en los bosques inalterados, más común en bosques destruidos por tormentas o intensamente explotados. Especie heliófita y pionera. Debido a su rapidez de crecimiento y su madera de calidad, es una especie interesante para la reforestación.

## Uso
Madera blanco amarillenta, con una densidad en g/cm³ de 0,7; muy buena trabajabilidad; es moderadamente dura y semipesada. Presenta veteado fino, textura muy fina y grano derecho. Es apta para láminas y mueblería; por sus fibras relativamente largas, sería apta para pasta de papel.

## Sinonimia
- Abutilon densiflorum (Hook. & Arn.) Walp.
- Bastardia densiflora Hassl.
- Bastardia densiflora var. paraguariensis Hassl.
- Sida densiflora Hook. & Arn. basónimo[1]

## Nombres comunes
- Castellano: peterebi-moroti, loro blanco
- Portugués: louro-branco,  jangada-brava, algodão, vassourão, malvão, pau-barbante, fau-de-balsa, barbanteiro.